# Poids pailles (MMA)
La division poids pailles dans les arts martiaux mixtes est destinée aux combattant pesant entre 106 et 115 lb (48 à 52,1 kg). Elle se situe entre la division des poids atomes, la plus légère de toutes, et la division des poids mouches.
- La division poids pailles de l'UFC regroupe les combats de 106 à 115 lb (48 à 52,1 kg);
- La division poids pailles du ONE Championship place une limite de poids maximale à 56,7 kg (125 lb);
- La division poids pailles du Road FC place une avec limite de poids maximale à 115 lb (52,1 kg).

## Ambiguïté et clarification
Jusqu'à récemment, la division poids paille dans les arts martiaux mixtes n'était pas définie par les règles unifiées des arts martiaux mixtes, qui, depuis la création des règles unifiées, regroupaient tous les concurrents en dessous de 125 lb (57 kg) en tant que poids mouches. La popularité de la division a drastiquement augmenté depuis environ 2013 :
- Invicta Fighting Championships, une organisation exclusivement féminine de MMA, a organisé son premier combat pour le titre des poids pailles le 5 janvier 2013 et organise désormais régulièrement des combats dans cette division, faisant circuler le titre de champion.
- La Super Fight League, une promotion indienne de MMA, organise des combats féminins poids pailles de 105 à 115 lb (moins de 52,2 kg) depuis mai 2013[2].
- Au Japon, le Shooto organise régulièrement des affrontements dans cette catégorie de poids, faisant circuler le titre de champion[3].
- L'UFC a ajouté une division féminine de poids pailles fixée à 115 lb[4].
- Carla Esparza est devenue la première championne poids pailles féminine de l'UFC lors de la finale du The Ultimate Fighter: A Champion Will Be Crowned, le 12 décembre 2014.
- L'Association des Commissions de Boxe a officiellement ajouté la division poids paille à 115 lb, le 29 juillet 2015[5],[6].

## Champions professionnels

### Champions actuels
Ces tableaux ont été mis à jour pour la dernière fois en juin 2024.
Hommes :
| Organisation     | Début du règne  | Champion       | Défenses |
| ---------------- | --------------- | -------------- | -------- |
| ONE Championship | 1er mars 2024   | Joshua Pacio   | 0        |
| Pancrase         | 18 juillet 2022 | Keito Yamakita | 0        |

Femmes :
| Organisation                   | Début du règne  | Championne      | Défenses |
| ------------------------------ | --------------- | --------------- | -------- |
| Ultimate Fighting Championship | 12 mai 2022     | Weili Zhang     | 2        |
| Invicta FC                     | 15 mars 2023    | Danni McCormack | 1        |
| ONE Championship               | 20 janvier 2018 | Xiong Jing Nan  | 7        |
| Jewels                         | 15 mars 2022    | Seika Izawa     | 0        |